# São Bartolomeu (Coimbra)
Pour les articles homonymes, voir São Bartolomeu.
São Bartolomeu, officiellement Coimbra (São Bartolomeu), est une ancienne paroisse civile portugaise (en portugais : freguesia) de la municipalité de Coimbra dans le district du même nom.

## Géographie

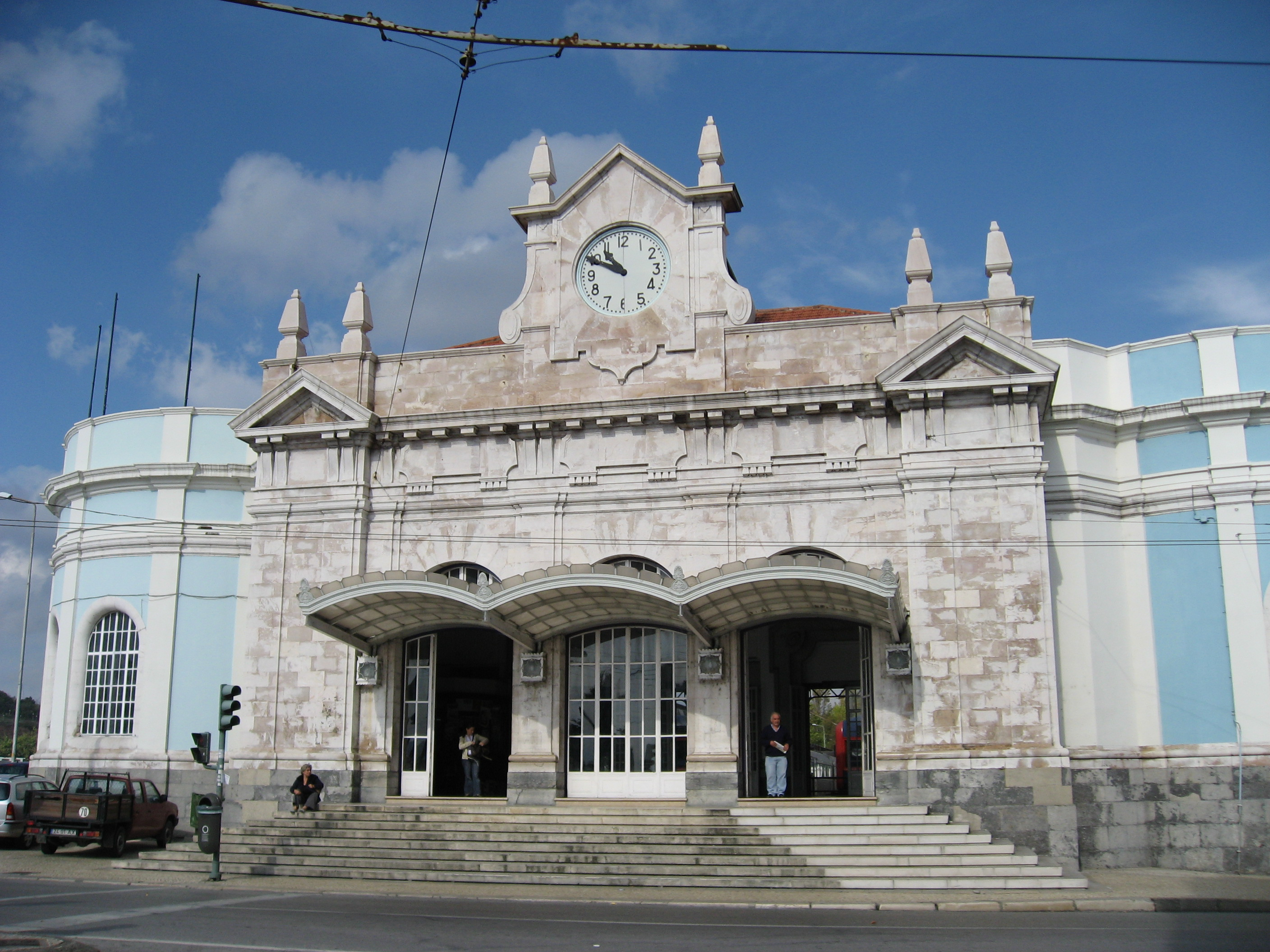
La gare de Coimbra.

São Bartolomeu se trouve dans le centre de Coimbra.
São Bartolomeu était la plus petite paroisse de Coimbra. Elle ne s'étend en effet que sur 17 hectares autour de l'église São Bartolomeu, entre la ville haute, à l'est, et le Mondego, à l'ouest. L'ancienne paroisse comprend la gare de Coimbra (pt).

## Histoire
La loi no 11-A/2013 du 28 janvier 2013 portant réorganisation administrative du territoire des freguesias fusionne São Bartolomeu avec les paroisses voisines de Sé Nova, Santa Cruz et Almedina pour former l’União das freguesias de Coimbra (Sé Nova, Santa Cruz, Almedina e São Bartolomeu), dont le siège est à Sé Nova.